# Франческин (Белуно)
Франческин (итал. Franceschin) је насеље у Италији у округу Белуно, региону Венето.
Према процени из 2011. у насељу је живело 4 становника. Насеље се налази на надморској висини од 1431 м.